# جون دونالد
جون دونالد (بالإنجليزية: John Donald) هو فلاح وسياسي أمريكي، ولد في 12 يناير 1869، وتوفي في 10 يناير 1934. حزبياً، نشط في الحزب الجمهوري. وقد انتخب عضو جمعية ولاية ويسكونسن وانتخب عضو مجلس ولاية ويسكونسن.